# Wladislaus II Jagiello
Wladislaus II Jagiello (Litouws: Jogaila, Wit-Russisch: Ягайла, Jahaila; Pools: Władysław II Jagiełło) (Vilnius, ca. 1351 –  Horodok, 1 juni 1434) was grootvorst van Litouwen en koning van Polen.
Hij was de zoon van Algirdas van Litouwen en Oeljana Aleksandrovna van Tver. Hij regeerde onder de naam Jogaila in Litouwen vanaf 1377, eerst met zijn oom Kęstutis. In 1386 bekeerde hij zich tot het christendom en trouwde met de elfjarige koningin Hedwig van Polen (1373-1399), dochter van Lodewijk I van Hongarije en Polen. Na, en mede door, dit huwelijk werd hij tot koning van Polen gekozen. Hij regeerde 48 jaar in Polen en legde het fundament voor het Pools-Litouwse Gemenebest.
Hij was de laatste heidense leider van het middeleeuwse Litouwen en hij was een leider met de titel Didysis Kunigaikštis (grootvorst). Als koning van Polen hield hij een politiek van allianties met Litouwen tegen de ridders van de Duitse Orde. Hij won in 1410 de Slag bij Tannenberg, die gevolgd werd door de Eerste Vrede van Thorn. Hij vergrootte de grenzen van het rijk en zijn regime wordt vaak genoemd als de Poolse Gouden Eeuw.

## Huwelijken en kinderen
Wladislaus II Jagiello hertrouwde na de dood van Hedwig met Anna van Cilli, en vervolgens met Elisabeth van Pilitza. Hij was al 71 jaar, toen hij in 1422 huwde met Sophia Holzanska, zijn vierde echtgenote, die toen 17 was. Het huwelijk vond plaats in Nawahradak. Zij schonk haar echtgenoot uiteindelijk de lang verwachte mannelijke erfgenamen:
- Wladislaus III (1424-1444)
- Casimir IV (1427-1492).

## Voorouders
| Voorouders van Wladislaus II Jagiello | Voorouders van Wladislaus II Jagiello                    | Voorouders van Wladislaus II Jagiello                    | Voorouders van Wladislaus II Jagiello                    | Voorouders van Wladislaus II Jagiello                    | Voorouders van Wladislaus II Jagiello                                    | Voorouders van Wladislaus II Jagiello                                    | Voorouders van Wladislaus II Jagiello                                    | Voorouders van Wladislaus II Jagiello                                    |
| ------------------------------------- | -------------------------------------------------------- | -------------------------------------------------------- | -------------------------------------------------------- | -------------------------------------------------------- | ------------------------------------------------------------------------ | ------------------------------------------------------------------------ | ------------------------------------------------------------------------ | ------------------------------------------------------------------------ |
| Overgrootouders                       | Butvydas (-1295) ∞ ?(-)                                  | Butvydas (-1295) ∞ ?(-)                                  | ? (-) ∞ ? (-)                                            | ? (-) ∞ ? (-)                                            | Michaël van Tver (1271-1318) ∞ Anna van Kasjin (1280-1368)               | Michaël van Tver (1271-1318) ∞ Anna van Kasjin (1280-1368)               | Joeri I van Galicië (-) ∞ ? (-)                                          | Joeri I van Galicië (-) ∞ ? (-)                                          |
| Grootouders                           | Gediminas (1275-1341) ∞ Jaunė (-)                        | Gediminas (1275-1341) ∞ Jaunė (-)                        | Gediminas (1275-1341) ∞ Jaunė (-)                        | Gediminas (1275-1341) ∞ Jaunė (-)                        | Aleksandr Michailovitsj van Tver (1301-1331) ∞ Anastasia van Galicië (-) | Aleksandr Michailovitsj van Tver (1301-1331) ∞ Anastasia van Galicië (-) | Aleksandr Michailovitsj van Tver (1301-1331) ∞ Anastasia van Galicië (-) | Aleksandr Michailovitsj van Tver (1301-1331) ∞ Anastasia van Galicië (-) |
| Ouders                                | Algirdas (1296-1377) ∞ Oeljana Alekandrovna van Tver (-) | Algirdas (1296-1377) ∞ Oeljana Alekandrovna van Tver (-) | Algirdas (1296-1377) ∞ Oeljana Alekandrovna van Tver (-) | Algirdas (1296-1377) ∞ Oeljana Alekandrovna van Tver (-) | Algirdas (1296-1377) ∞ Oeljana Alekandrovna van Tver (-)                 | Algirdas (1296-1377) ∞ Oeljana Alekandrovna van Tver (-)                 | Algirdas (1296-1377) ∞ Oeljana Alekandrovna van Tver (-)                 | Algirdas (1296-1377) ∞ Oeljana Alekandrovna van Tver (-)                 |
| Wladislaus II Jagiello (1351-1434)    |                                                          |                                                          |                                                          |                                                          |                                                                          |                                                                          |                                                                          |                                                                          |

Siemowit · Lestko · Siemomysł · Mieszko I · Bolesław I · Mieszko II Lambert · Bezprym · Mieszko II Lambert · Casimir I · Bolesław II · Wladislaus I Herman · Zbigniew · Bolesław III · Wladislaus II · Bolesław IV · Mieszko III · Casimir II · Leszek I · Wladislaus III · Mieszko IV · Koenraad · Hendrik I · Hendrik II · Koenraad · Bolesław V · Leszek II · Hendrik IV · Przemysł II · Wenceslaus II · Wenceslaus III · Wladislaus I · Casimir III · Lodewijk · Hedwig · Wladislaus II Jagiello · Wladislaus III · Casimir IV · Jan I Albrecht · Alexander · Sigismund I · Sigismund II August I · Hendrik · Anna · Stefanus Báthory · Sigismund III · Wladislaus IV · Jan II Casimir · Michaël Korybut Wiśniowiecki · Jan III Sobieski · August II · Stanislaus I Leszczyński · August II · Stanislaus I Leszczyński · August III · Stanislaus II August Poniatowski
- Bibliothèque nationale de France: cb12143996h (data)
- Gemeinsame Normdatei: 119009927
- International Standard Name Identifier: 0000 0000 6700 9596
- Library of Congress Control Number: n84211693
- Nationale Bibliotheek van Tsjechië: jn20031021017
- Nationale Bibliotheek van Israël: 987007270024205171
- Nationale Bibliotheek van Polen: a0000001184973
- Nederlandse Thesaurus van Auteursnamen: 071488758
- Système universitaire de documentation: 029915325
- Virtual International Authority File: 53101699
- WorldCat: E39PBJkpbbMTd8YCyft3bKCqQq